# Tmarus yiminhensis
Espèce
Tmarus yiminhensis est une espèce d'araignées aranéomorphes de la famille des Thomisidae.

## Distribution
Cette espèce est endémique de Mongolie-Intérieure en Chine,.

## Étymologie
Son nom d'espèce, composé de yiminh et du suffixe latin -ensis, « qui vit dans, qui habite », lui a été donné en référence au lieu de sa découverte, Yiminh.

## Publication originale
- Zhu & Wen, 1981 : Chinese spiders of genus Tmarus (Araneae: Thomisidae). Journal of Bethune Medical University, vol. 7, p. 24-27.